# فری لیسن

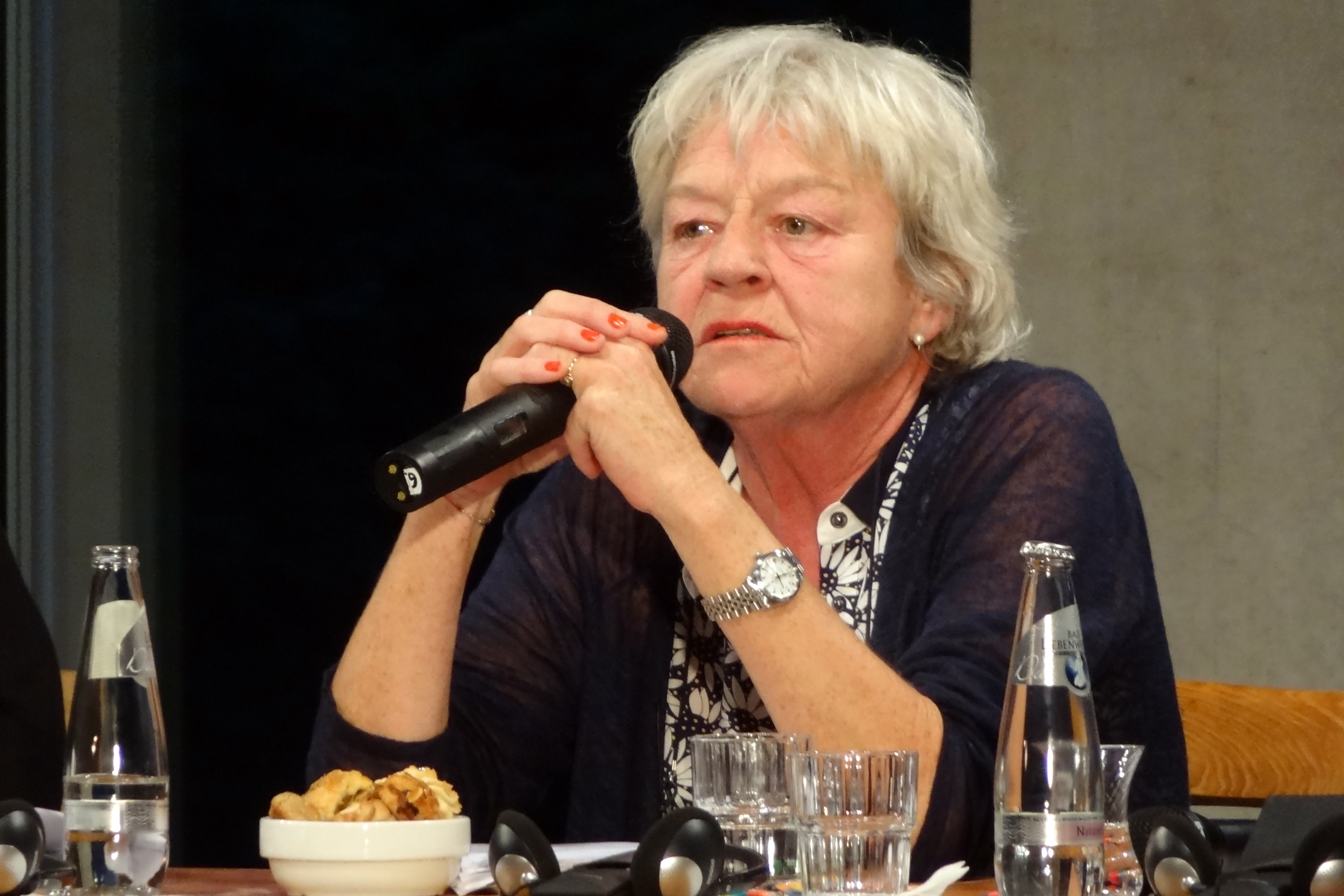
فری لیسن در سال ۲۰۱۲

فری لیسن، (زاده ۱۹۵۰ در اسلت) رئیس فستیوال واهل بلژیک است. او مرکز هنری deSingel را در آنتورپ تأسیس کرد؛ و از سال ۱۹۸۰ تا ۱۹۹۱ رئیس تشکیلات بود. در سال ۱۹۹۲
جشنواره هنرهای زیبا را در بروکسل تأسیس کرده و تا سال ۲۰۰۶ آن را رهبری کرد. از سال ۲۰۰۸ تا ۲۰۱۰ تئاتر دنیا را سرپرستی کرد.از سال ۲۰۱۰ تا ۲۰۱۲ کارگردان هنری جشنواره برلین و از سال ۲۰۱۳ تا ۲۰۱۴ کارگردان تئاتر جشنواره وین بود.
او در سال ۲۰۰۳ از دانشگاه آزادبروکسل دکترای افتخاری و جایزه انجمن فلاندرز را به خاطر مشارکت‌های عمومی‌اش و جایزه اراسموس سال ۲۰۱۴ را دریافت کرد.